# Casa del Herrero
Casa del Herrero (también conocida como Steedman Estate) es una mansión y jardines ubicados en Montecito cerca a Santa Bárbara (California). Es una finca diseñada y construida en el estilo « "Spanish Colonial Revival architecture" » (Arquitectura neocolonial española). Está incluida en el Registro Nacional de Lugares Históricos, e inscrito como un National Historic Landmark el 16 de enero de 2009. 
Actualmente todo el sitio de 11 acres de la propiedad y el jardín están administrados como una casa-museo histórica por la organización no lucrativa « "Casa del Herrero Foundation" », con el objetivo de preservar la casa y los jardines, así como la colección de antigüedades, libros, cuadernos de dibujo de la familia , dibujos y registros hortícolas.

## Historia
Casa del Herrero ( 'House of the Blacksmith' ) fue creada por George Fox Steedman y su esposa, matrimonio procedente de St. Louis, por el renombrado arquitecto George Washington Smith. La residencia fue terminada en 1925, y los Steedmans se trasladaron a ella el mismo día del terremoto Santa Barbara. George Fox Steedman, un industrial, ingeniero y arquitecto aficionado, tuvo una visión de la casa y los terrenos que iban más allá de la moda, y reunió a un extraordinario equipo de arquitectos, arquitectos paisajistas, anticuarios, y horticultores, para producir la finca Casa del Herrero considerado uno de los mejores ejemplos de Spanish Colonial Revival architecture en Norteamérica. El mismo participó en el conjunto de todos los detalles de los edificios de la propiedad, muebles y jardines dando a la finca su toque personal. En la década de 1930 su antigua socia Lutah Maria Riggs diseñó la biblioteca octogonal como una extensión más de la casa.
Steedman murió en 1940, y su viuda continuó viviendo allí hasta su muerte en 1962, su hija Medora Bass entonces vivió en la Casa hasta su muerte en 1987, la fundación para administrar la finca fue creada en 1993 por su hijo. Hoy Casa del Herrero es reconocida como una obra maestra de la era "American Country Place", poco frecuente, con superficie no disminuida y la continuidad excepcional de mayordomía.
Casa del Herrero es uno de los cuatro edificios de valor patrimonial históricos en Santa Bárbara, junto con el Palacio de Justicia y la Misión de Santa Bárbara. Con una colección única de azulejos antiguos, obras de arte y muebles, así como unos hermosos jardines y un taller singular de herrero.
Pocas de las antiguas propiedades de Montecito permanecen esencialmente sin cambios. La Casa del Herrero, diseñada por el arquitecto George Washington Smith y terminada en 1925, se destacó como uno de los mejores ejemplos de la arquitectura colonial del renacimiento español en América, está incluida en el Registro Nacional de Lugares Históricos, desde enero de 2009, fue designado un Monumento Histórico Nacional por el entonces secretario del Interior Dirk Kempthorne.

## Colecciones vegetales
El jardín de la Casa del Herrero fue creado por el arquitecto del Paisaje Ralph Stevens en la época dorada de los jardines en Estados Unidos (1895-1940) en estilo Beaux Arts y morisco español con azulejos, fuentes y estanques en su decoración. Además tiene influencias de los jardines italianos estilo Logia con los parterres.
Se aúnan las plantas ornamentales mediterráneas (salvias, cítricos...) con plantas ornamentales exóticas.
Hay una colección de cactus que se agrupan en la zona denominada "Arizona Gardens".